# Abihkutci
Abihkutci (Abikudshi), nekadašnji grad Upper Creek Indijanaca koji se nalazio na sjeveru današnjeg okruga Talladega u Alabami, na desnoj obali Tallahatchee Creeka. Njegovi stanovbici bili su Abihka Indijanci, i dijelom Natchezi.
Odlaskom na Indijanski teritorij, osnovali su novi grad Abikudshi na Deep Forku, pritoci Canadiana.